# 今津良樹
今津 良樹（いまづ よしき、1985年 - ）は、日本の映像作家、アニメーター。静岡県出身。
手描きのアニメーションを中心に多数のミュージックビデオやコマーシャルなどを手掛ける。

## 略歴
2009年、武蔵野美術大学視覚伝達デザイン学科卒業。ADK入社
2016年、東京藝術大学大学院映像研究科アニメーション専攻入学
2018年、東京藝術大学大学院映像研究科アニメーション専攻修了。
2018年よりフリーランス

## 参加作品一覧
・DONE&STADIUM TOUR2017「1999年、夏、沖縄」 / Mr.Children　ステージ映像アニメーションディレクター(2017年)
・闘う戦士たちへ愛を込めて / サザンオールスターズ　MVアニメーションディレクター(2018年)
・さよならごっこ / amazarashi　MVアニメーションディレクター(2019年)
・ペンギン皆きょうだい2020 / さだまさし　MV(2020年)
・Documentary film / Mr.Children　MVアニメーションパート(2020年)
・不思議 / 星野源　リリックビデオ(2021年)
・BOY / King Gnu　MVアニメーションパート(2021年)
・孤悲 / さだまさし　アルバムトレーラー(2022年)
・雨燦々 / King Gnu　カバーアート / MVアニメーションパート(2022年)
・スピリラ / DREAMS COME TRUE 　MV　アニメーションディレクター(2022年)
・みんなのうた　遠い世界に / T字路s（2023年4月・5月放送）
・なつかしい未来 / さだまさし　MV(2023年年)
・アンデルセン / harha　MV(2023年)
・SPECIALZ / King Gnu　MVアニメーションパート(2023年)
・おとぎ話 / めいちゃん　MV(2024年)